# Ikarus E95
Ikarus 395 (с 1997 года Ikarus E95) — междугородный автобус, выпускавшийся с 1992 по 2005 год венгерской фирмой Ikarus.

## Описание
Ikarus 395, представленный в 1992 году, послужил нишевым развитием для междугородных автобусов, в частности, фирмы Volán. Однако его оснащение и внешний вид также позволили преодолеть транспортные проблемы международных и туристических перевозок. С 1997 года автобус называется Ikarus E95.
В основном, автобус производится на шасси Rába, Volvo и Scania с МКПП. Длина автобуса составляет 12 метров. Существуют и другие варианты: с АКПП, двигателем Detroit Diesel или на шасси DAF (по заказу Италии).
Версию шасси Rába можно было заказать с двигателями Detroit и MAN (Volánbusz). Лайош Торма отвечал за определение работ по развитию автобуса.
В 2001 году автобус прошёл рестайлинг. Изменения коснулись передней и задней части. Качество сборки также улучшилось.
В 2003 году была представлена версия автобуса длиной 12,9 метра, с повышенным уровнем пола и второй дверью за задней осью. Автобус такого типа получил название E95 Express (E95M). Он оснащён двигателем Mercedes-Benz.

## Заводские модификации
- Ikarus 395.00
- Ikarus EAG E95.04 (шасси Scania L94IB 4x2NB)[6][7]
- Ikarus EAG E95.05 (шасси Scania K112 CL)
- Ikarus EAG E95.06 (шасси Scania K112 CL и Scania K112 CLB)
- Ikarus EAG E95.07 (шасси Scania K112 CL и Scania K112 CLB)
- Ikarus EAG E95.08 (шасси Scania K112 CLB)
- Ikarus EAG E95.09 (шасси Scania K92CL)
- Ikarus EAG E95.10 (шасси Scania L94IB 4x2NB)[8]
- Ikarus EAG E95.11 (шасси Scania)
- Ikarus EAG E95.12 (шасси Scania L113CLB и Scania K113CLB)[9]
- Ikarus EAG E95.15 (шасси Scania L113CLB)
- Ikarus EAG E95.16 (шасси Scania L113CLB)
- Ikarus EAG E95.23 (шасси Volvo B10M-60 и Volvo B10M-65)
- Ikarus EAG E95.24 (шасси DAF)
- Ikarus EAG E95.25 (шасси Volvo B10M-60)
- Ikarus EAG E95.26 (шасси Volvo B10M)
- Ikarus EAG E95.27 (шасси Volvo B10M-60 и Volvo B10M-65)
- Ikarus EAG E95.41 (шасси Volvo B7R 4x2)[10]
- Ikarus EAG E95.42 (шасси Volvo B7R 4x2)[11]
- Ikarus EAG E95.44 (шасси Volvo B10M)[12]
- Ikarus EAG E95.50
- Ikarus EAG E95.52 (шасси Rába B180.80-245, Rába B205.80-400, Rába B206.80-100, Rába B206.80-235, Rába B206.80-400, Rába B235.80-213, Rába B235.80-400)[13]
- Ikarus EAG E95.55 (шасси Rába B180.80-246, Rába B205.80-400, Rába B205.82-211, Rába B206.80-100, Rába B206.80-235, Rába B206.80-400, Rába B235.80-400)[14]
- Ikarus EAG E95.60 (шасси Rába B225.80-400)[15]
- Ikarus EAG E95.61 (шасси Rába B228.80-400)[16]
- Ikarus EAG E95.70 (E95M)
- Ikarus EAG E95.80 (шасси Scania K114IB 4x2NB)[17]
- Ikarus EAG E95.81 Express (шасси Scania K114 EB4x2NI)

## Галерея

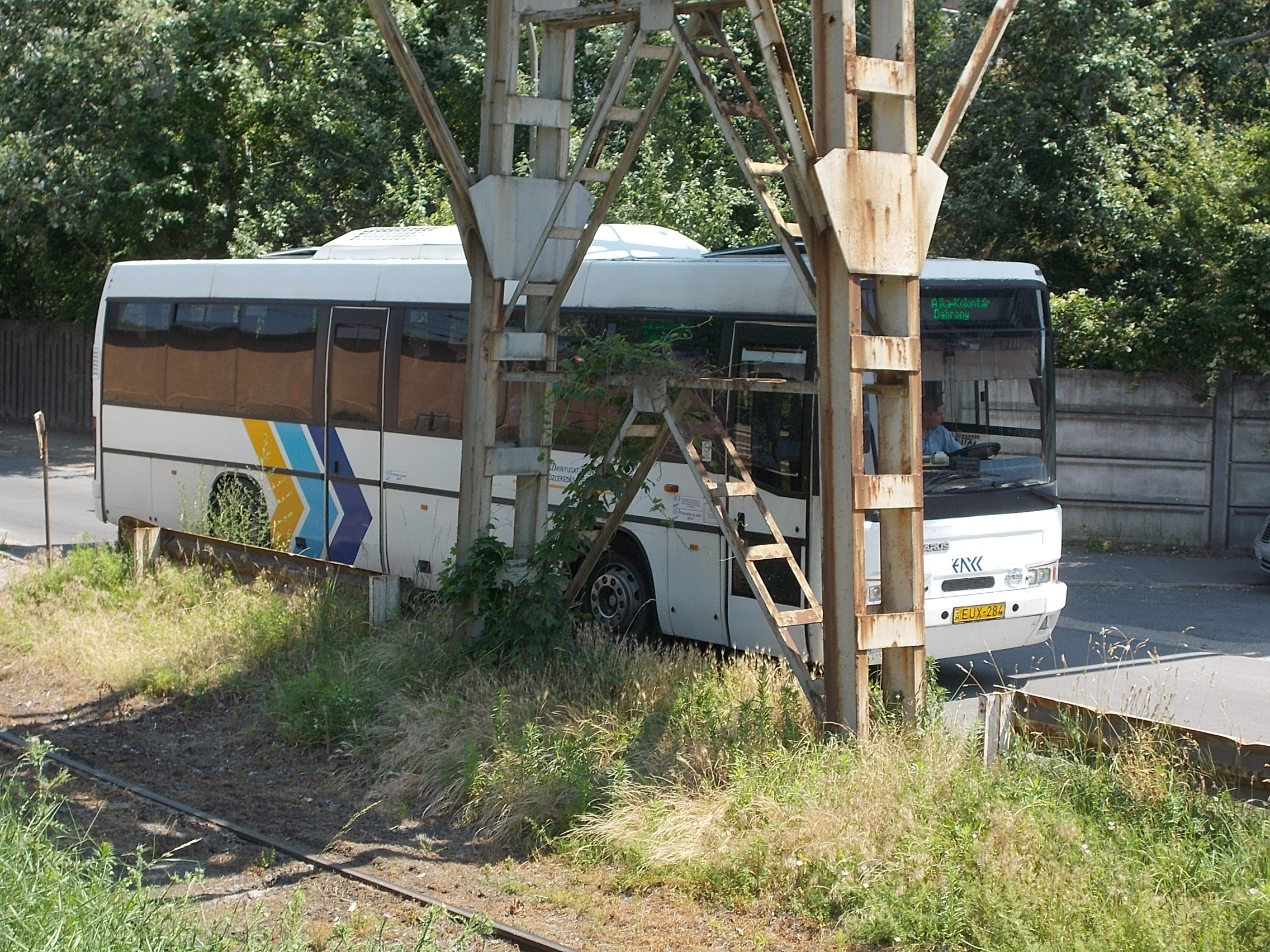
Ikarus 395 (EUX-284)
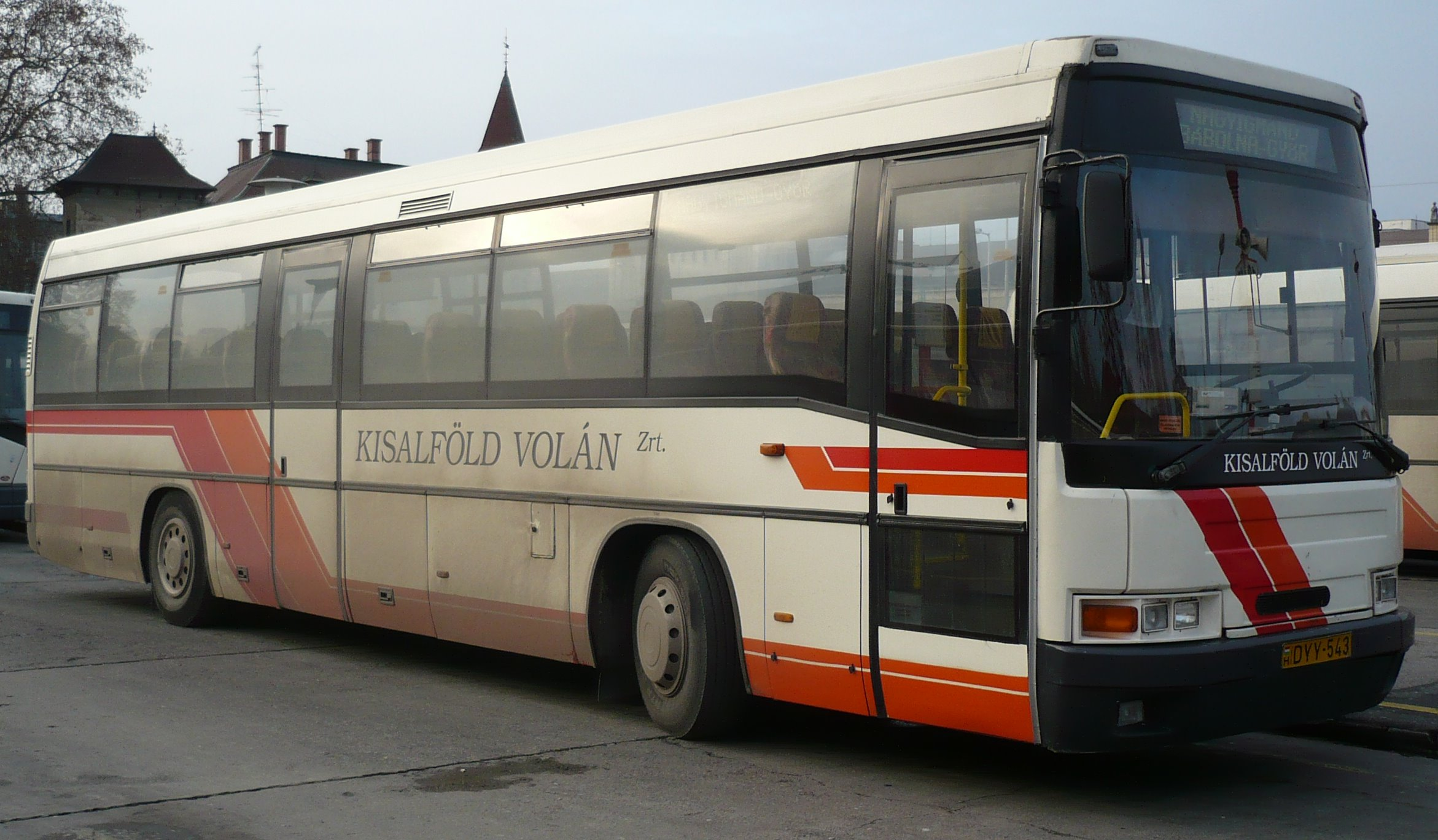
Ikarus 395
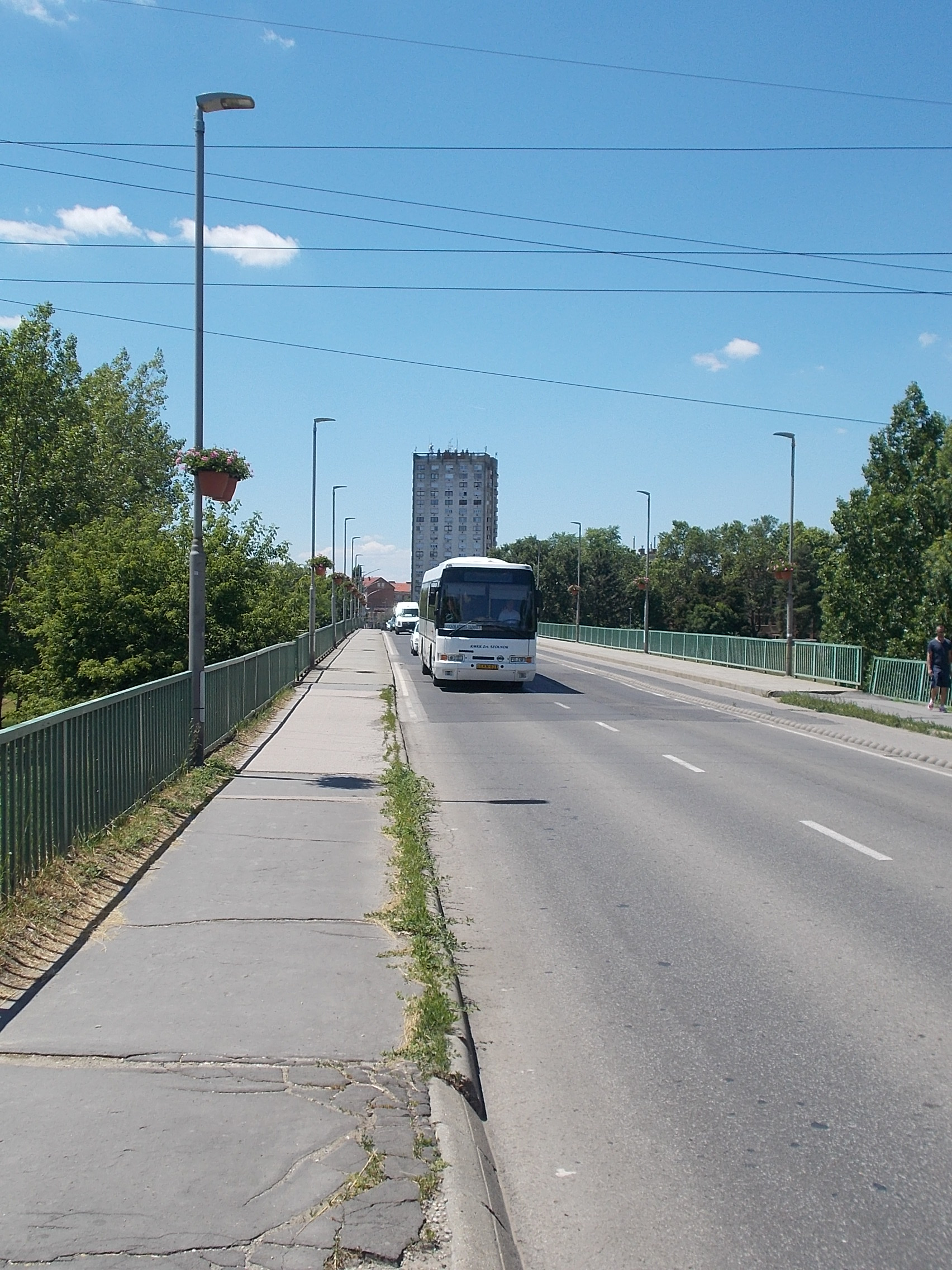
Ikarus 395
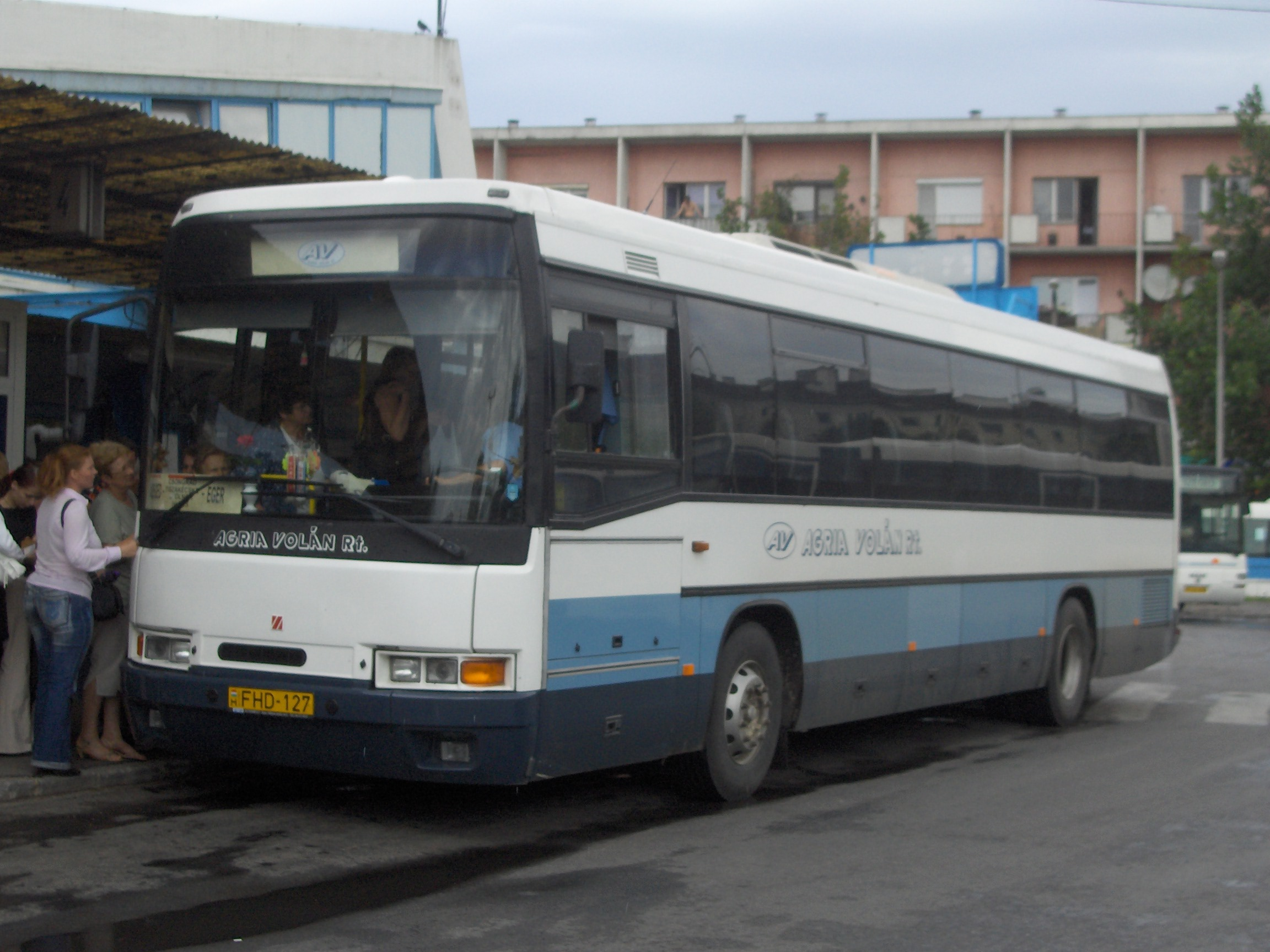
Ikarus 395 (Rába B206.80)
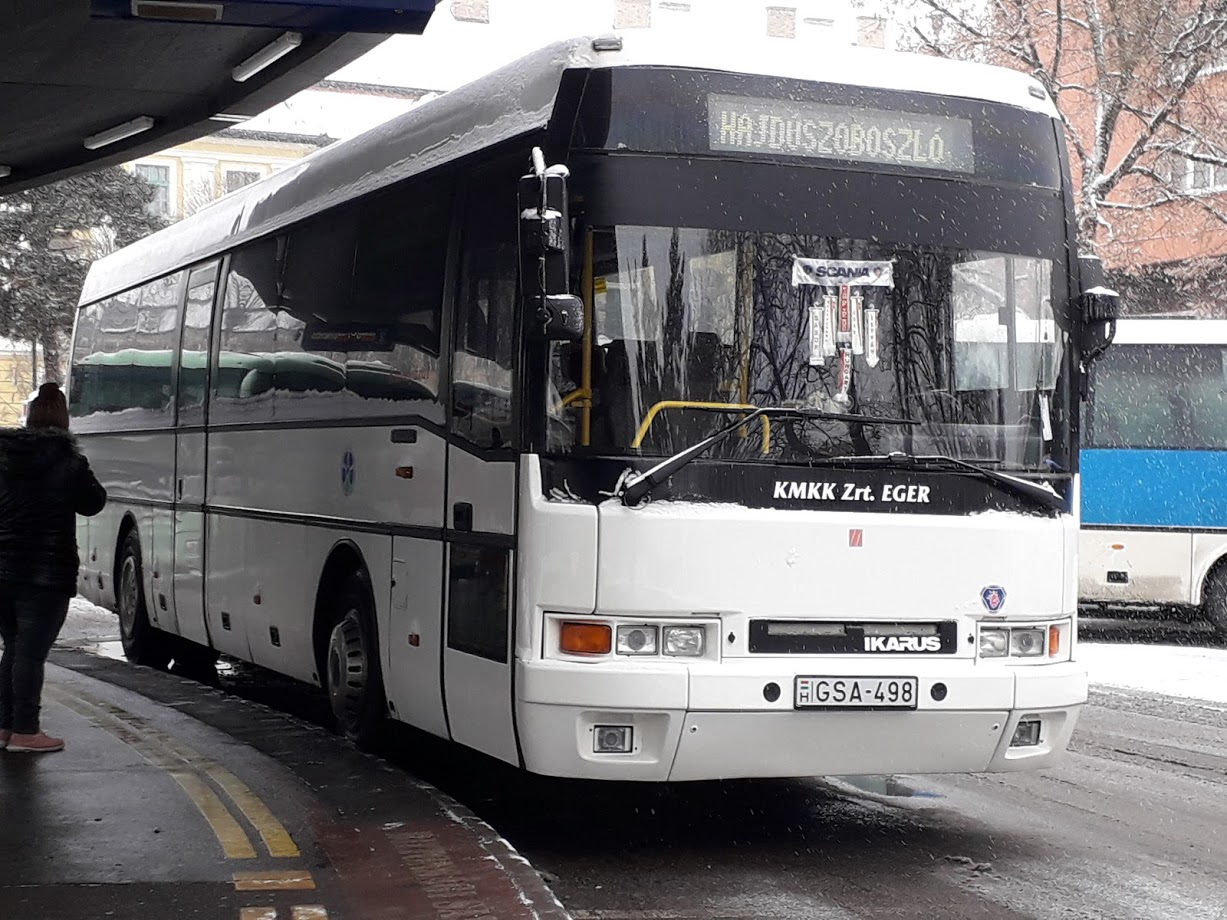
Ikarus E95 (GSA-498)
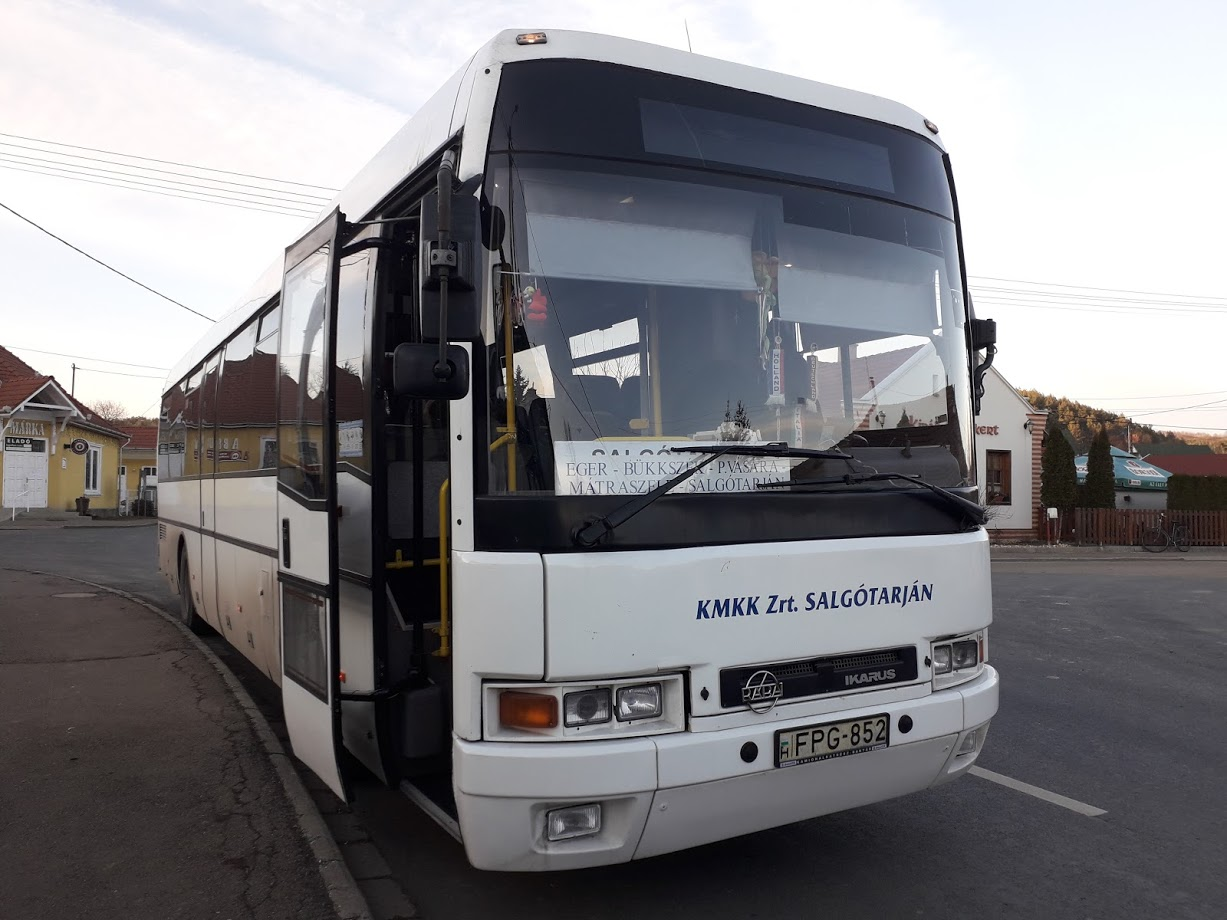
Ikarus E95 (FPG-852)
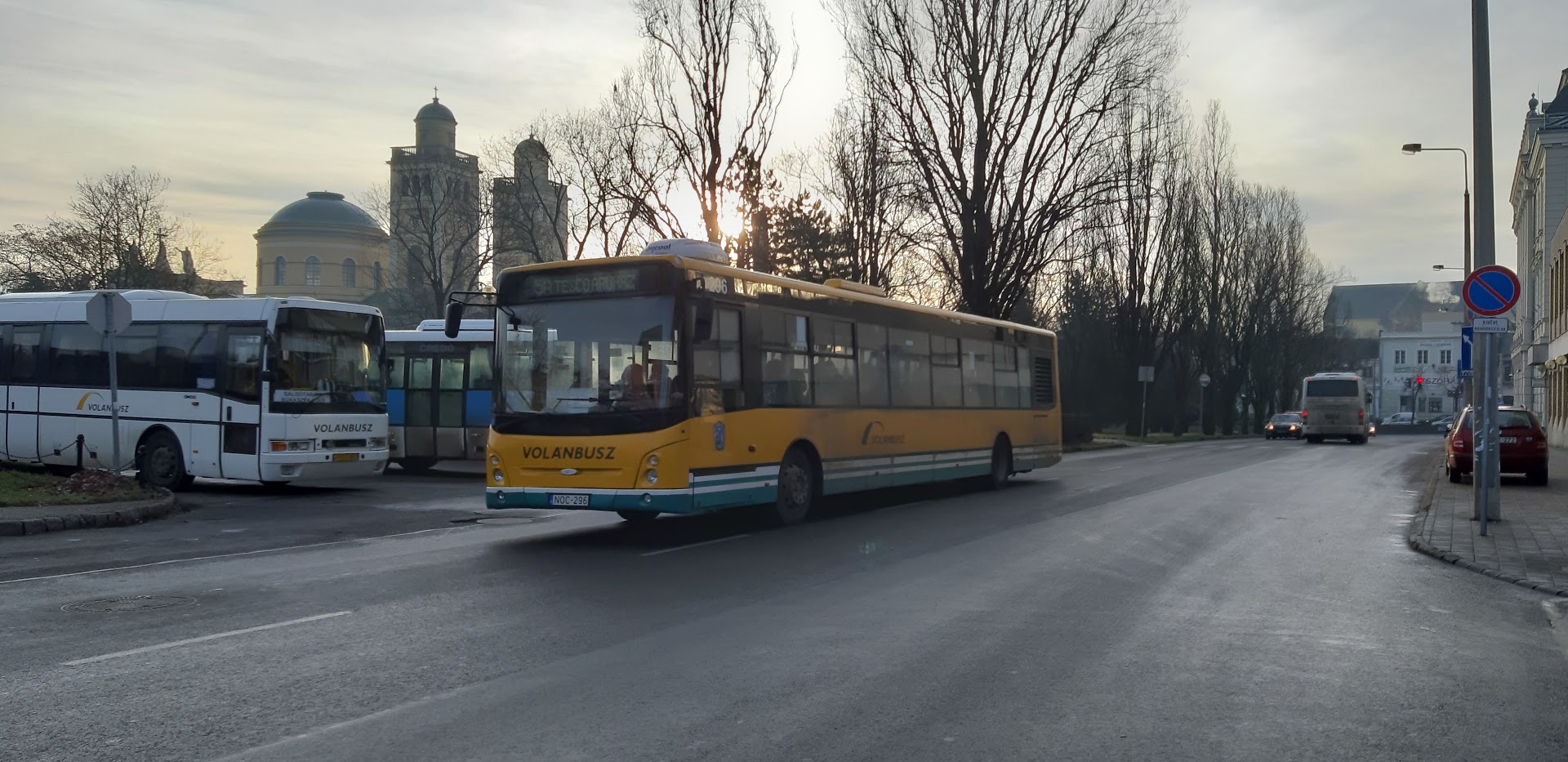
Ikarus E95 (NOC-296)
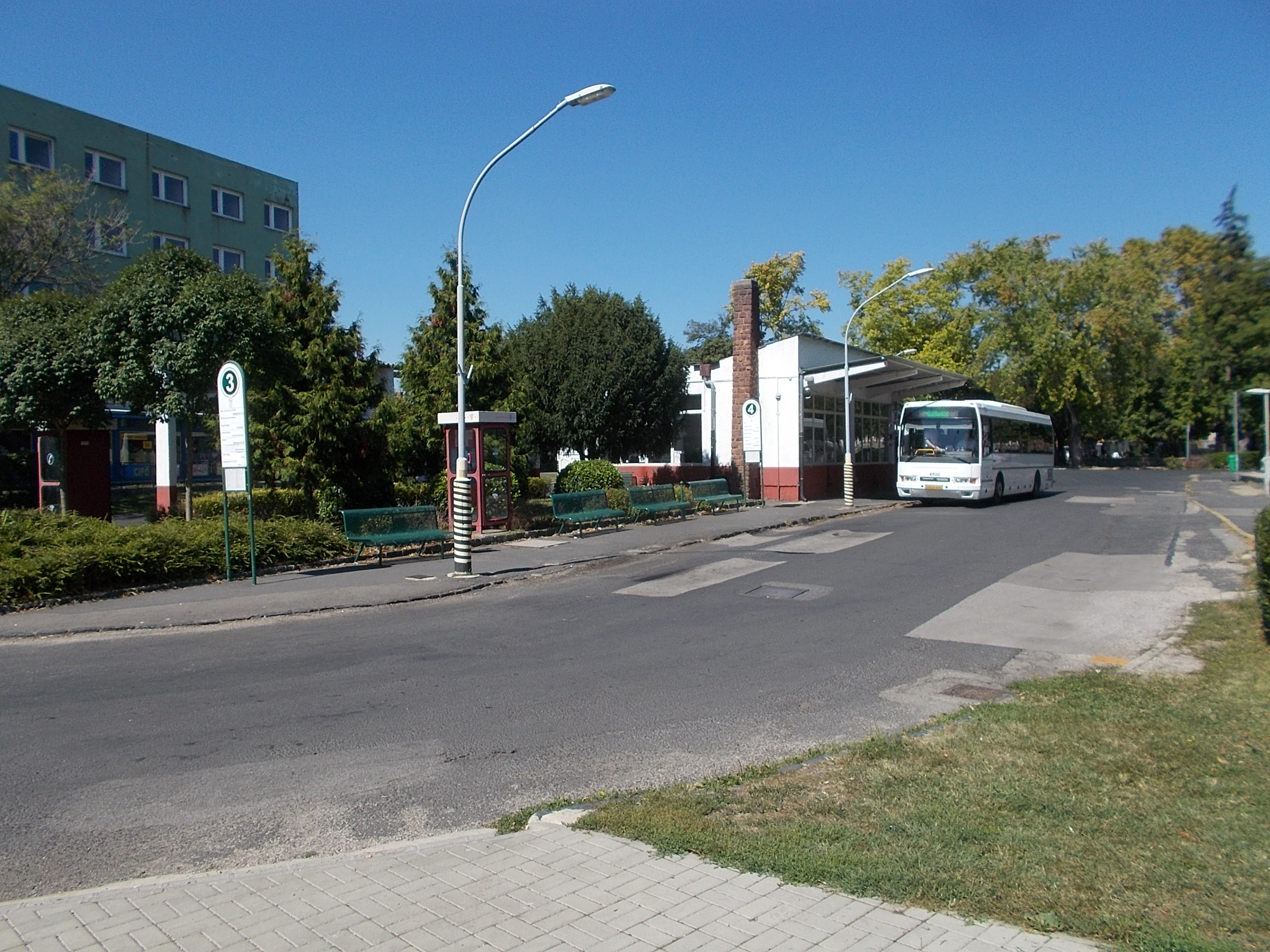
Ikarus E95
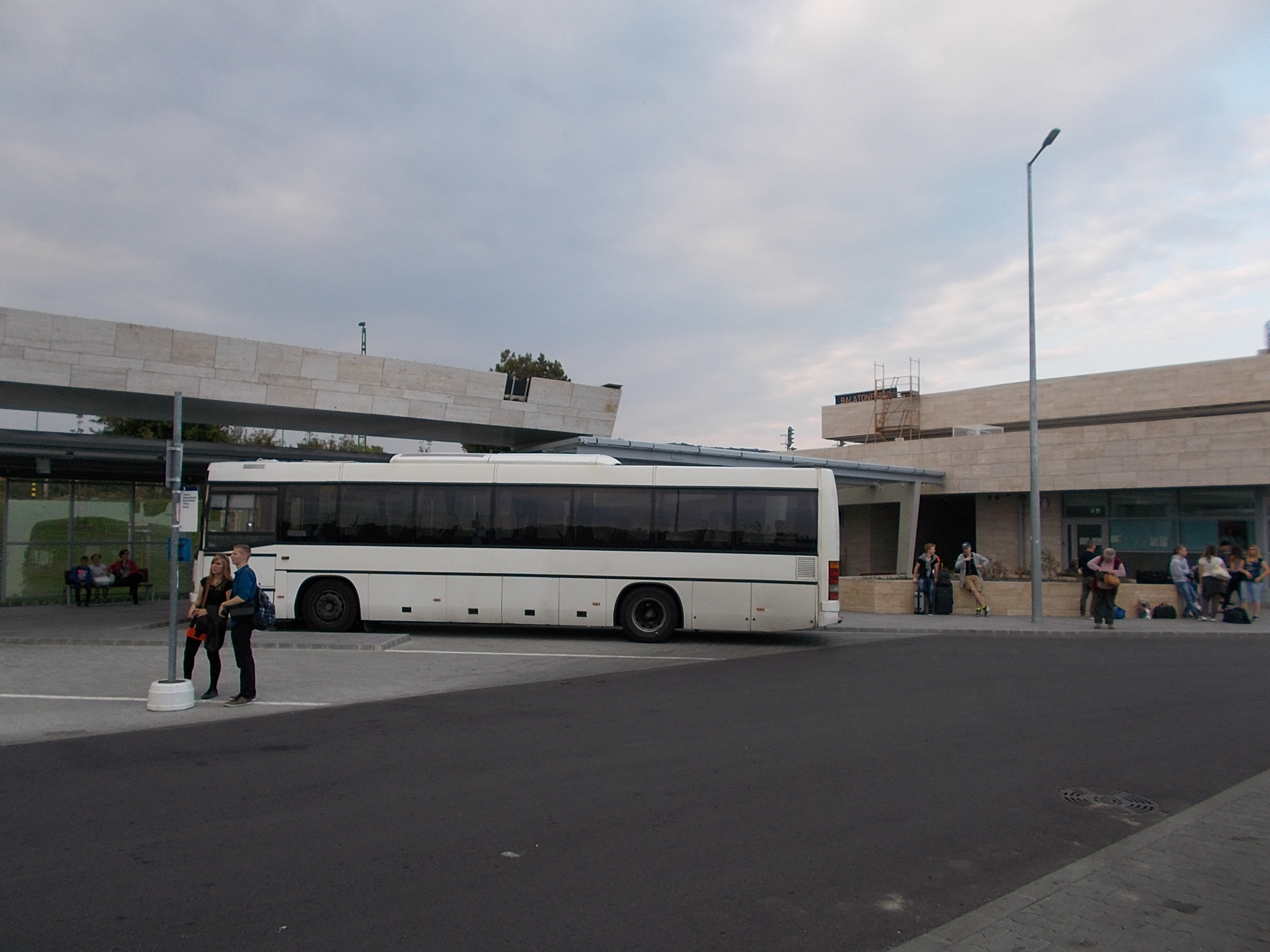
Ikarus E95 на автостанции в Балатонфюреде
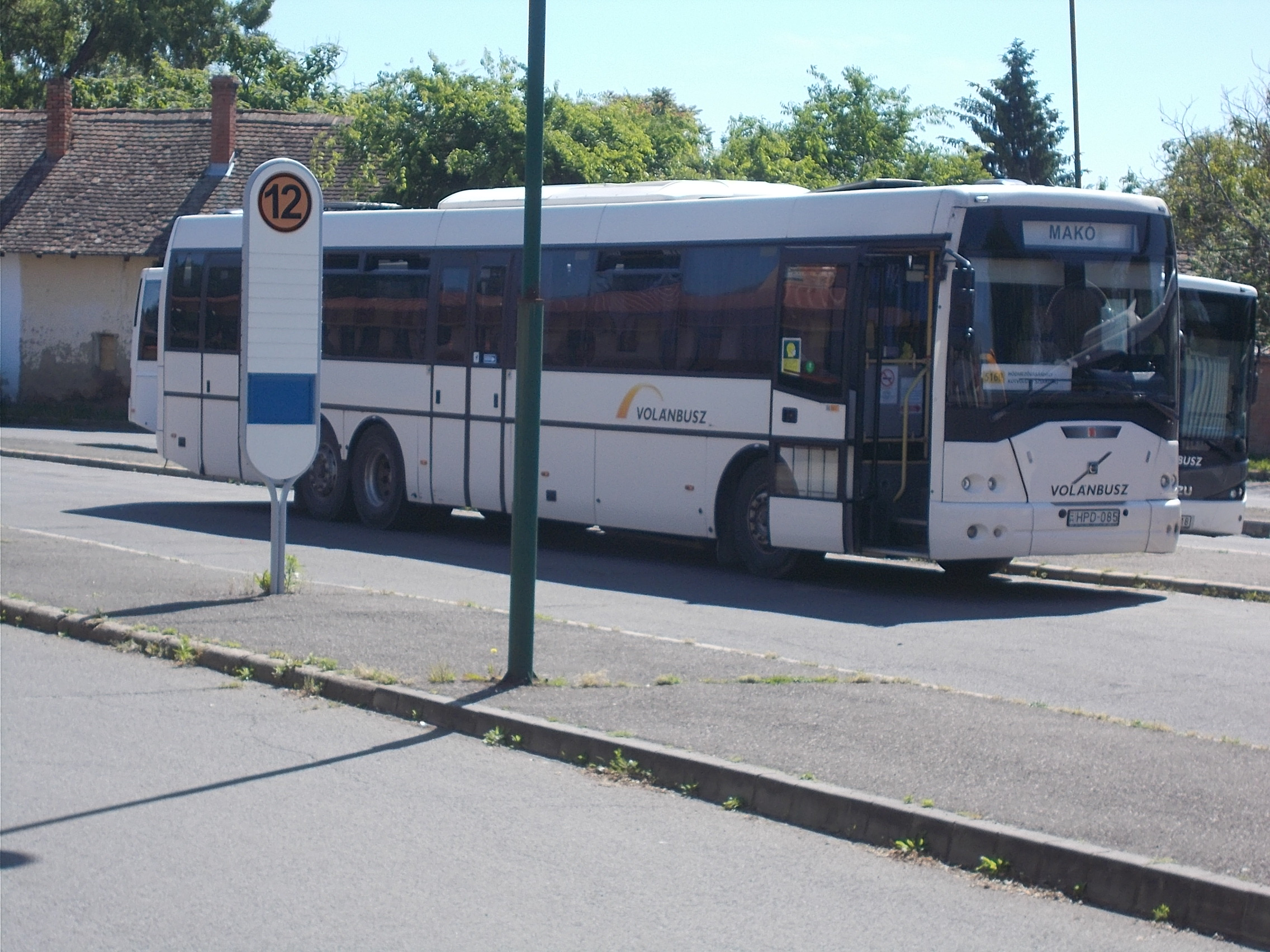
Ikarus E95 (HPD-085)
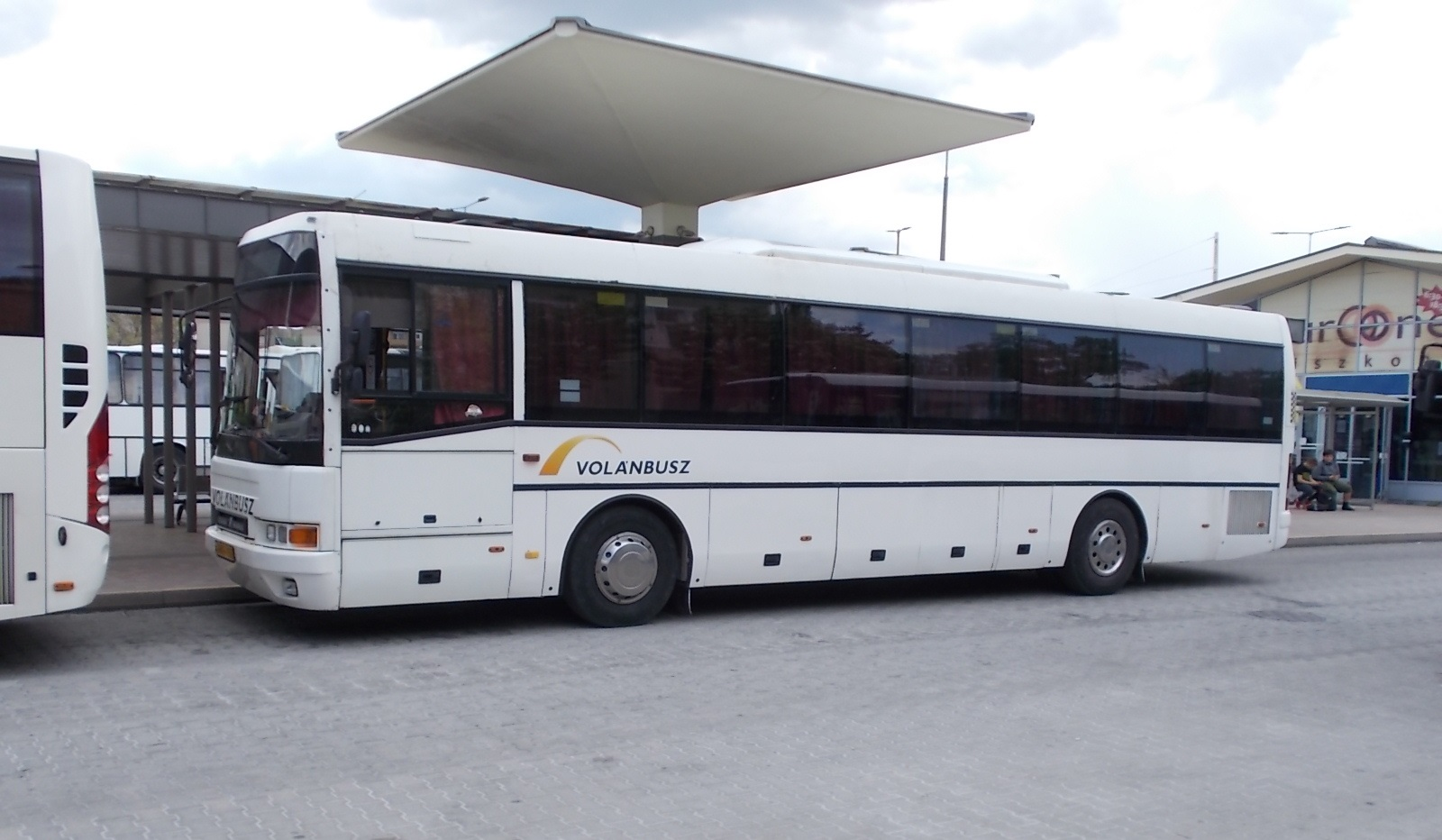
Ikarus E95 (Volánbusz)
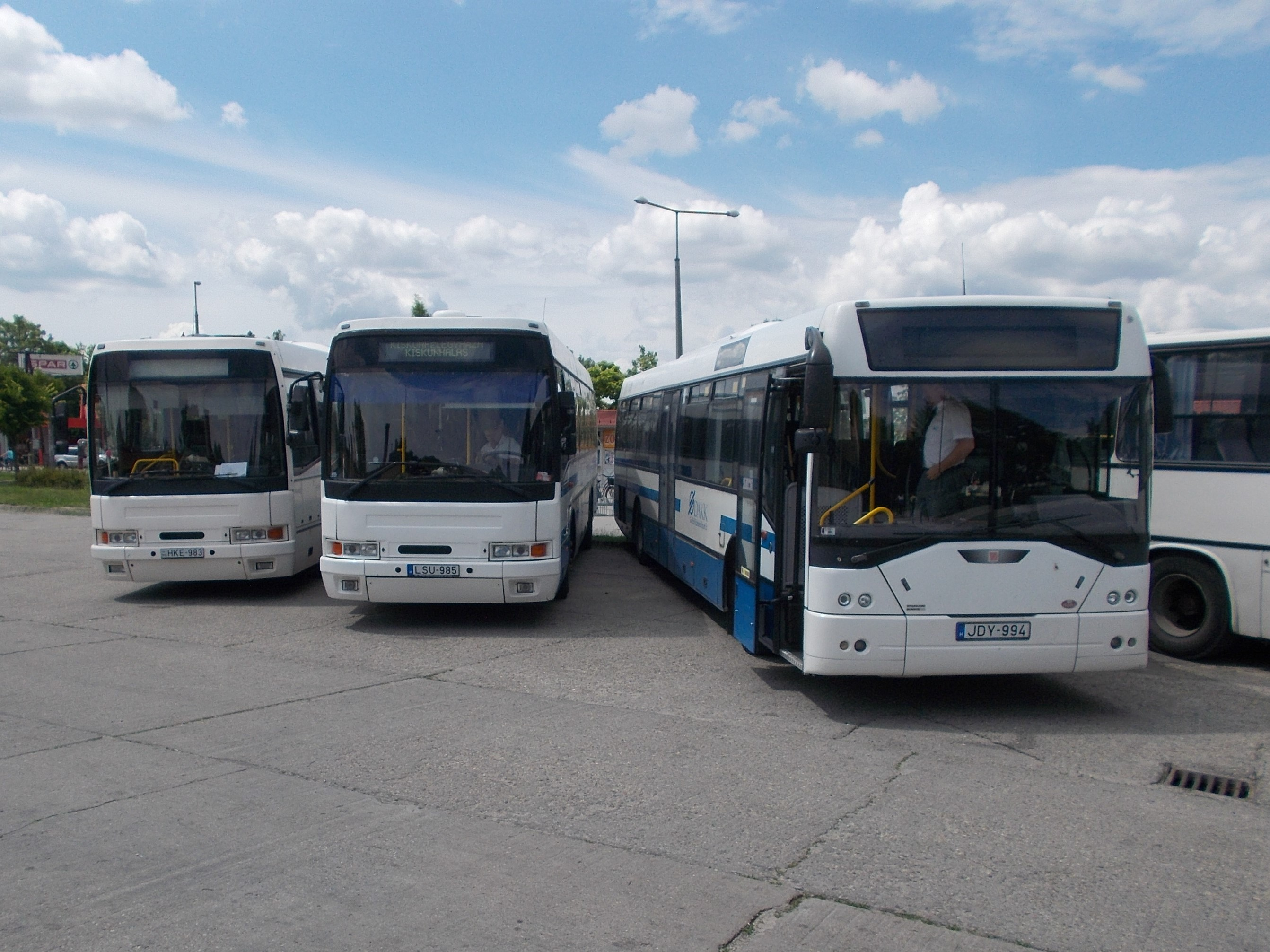
Ikarus E95 (HKE-983, LSU-985 и JDY-994)
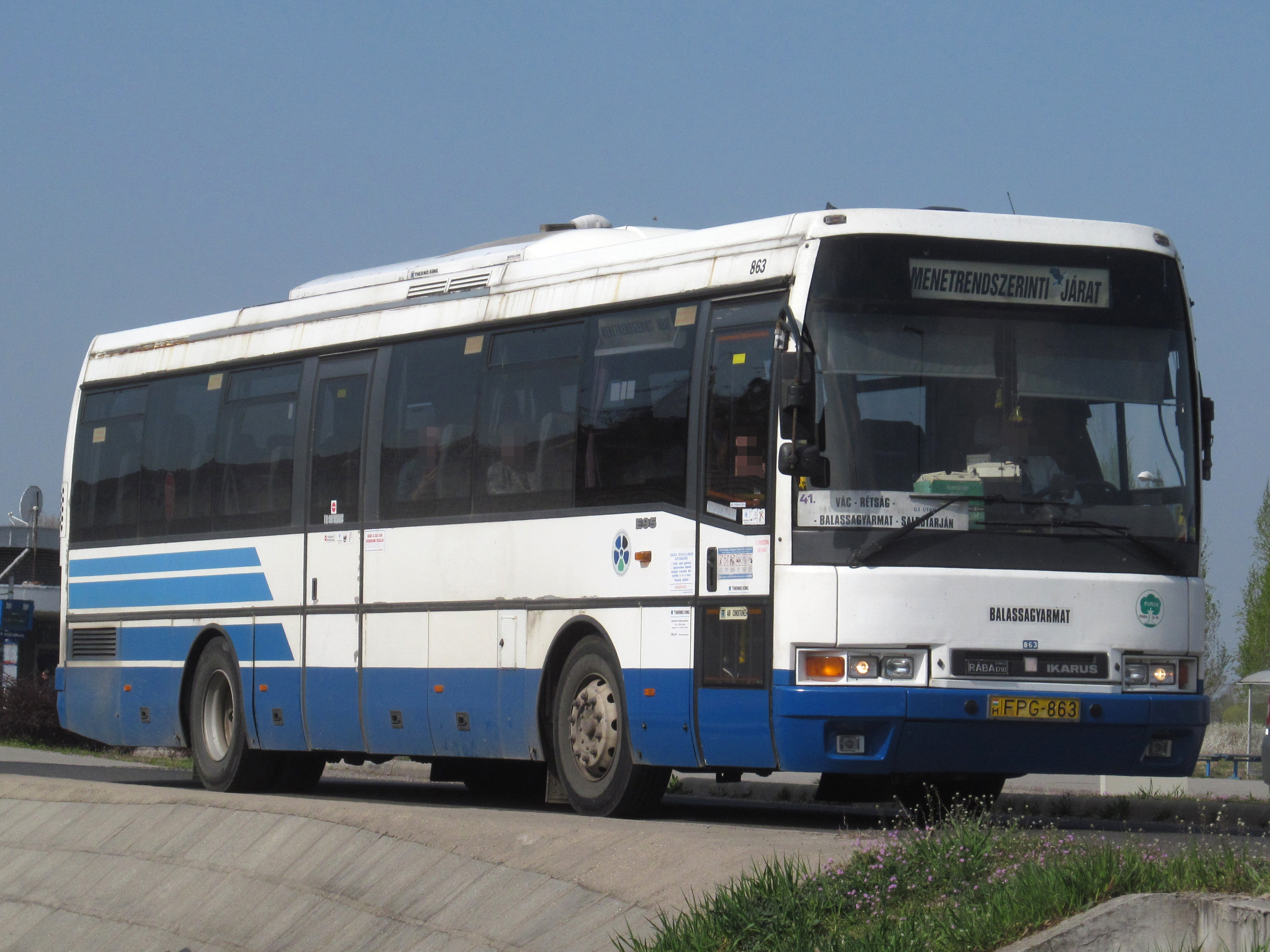
Ikarus E95 (FPG-863)
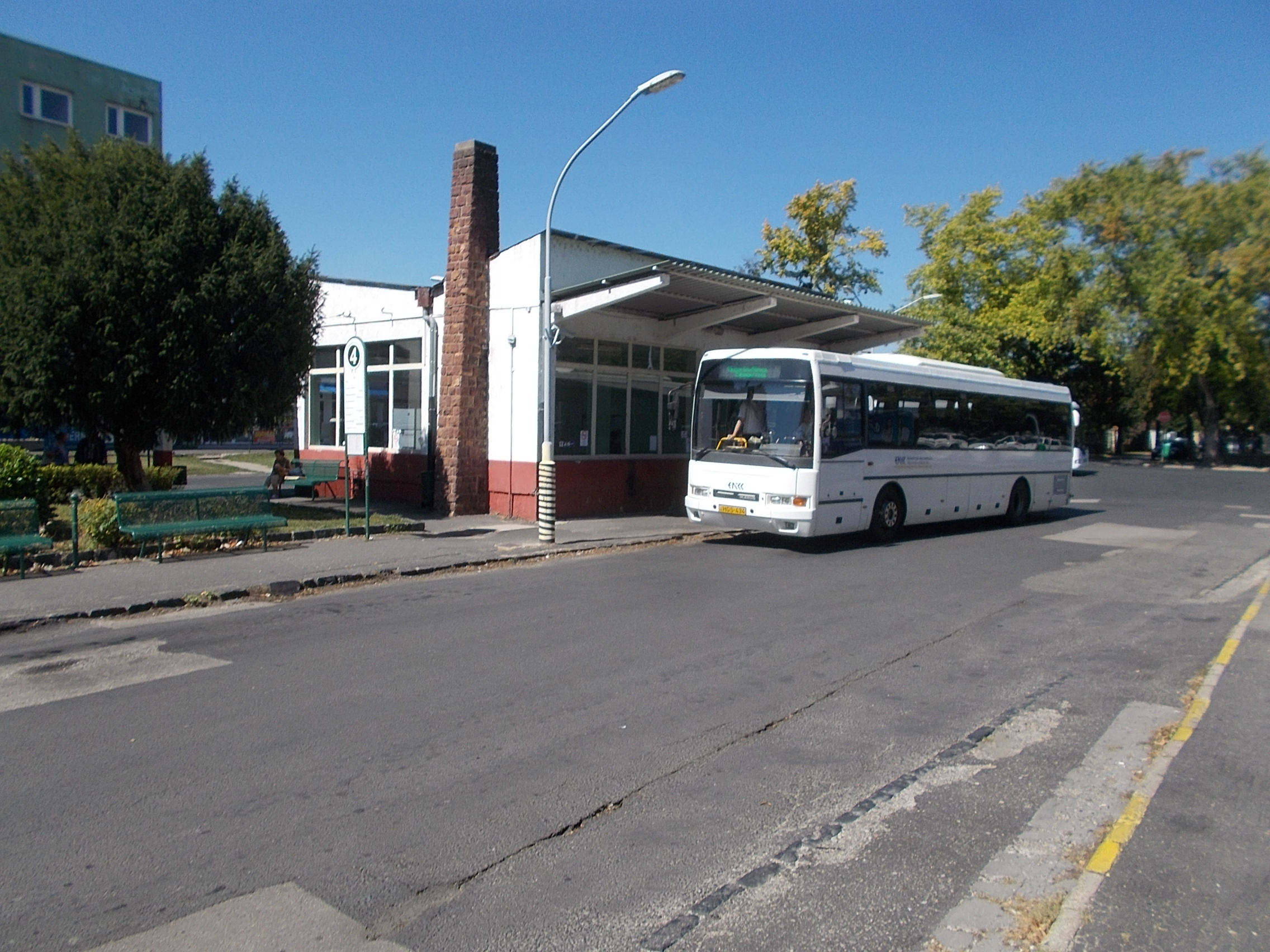
Ikarus E95 (HGS-434)
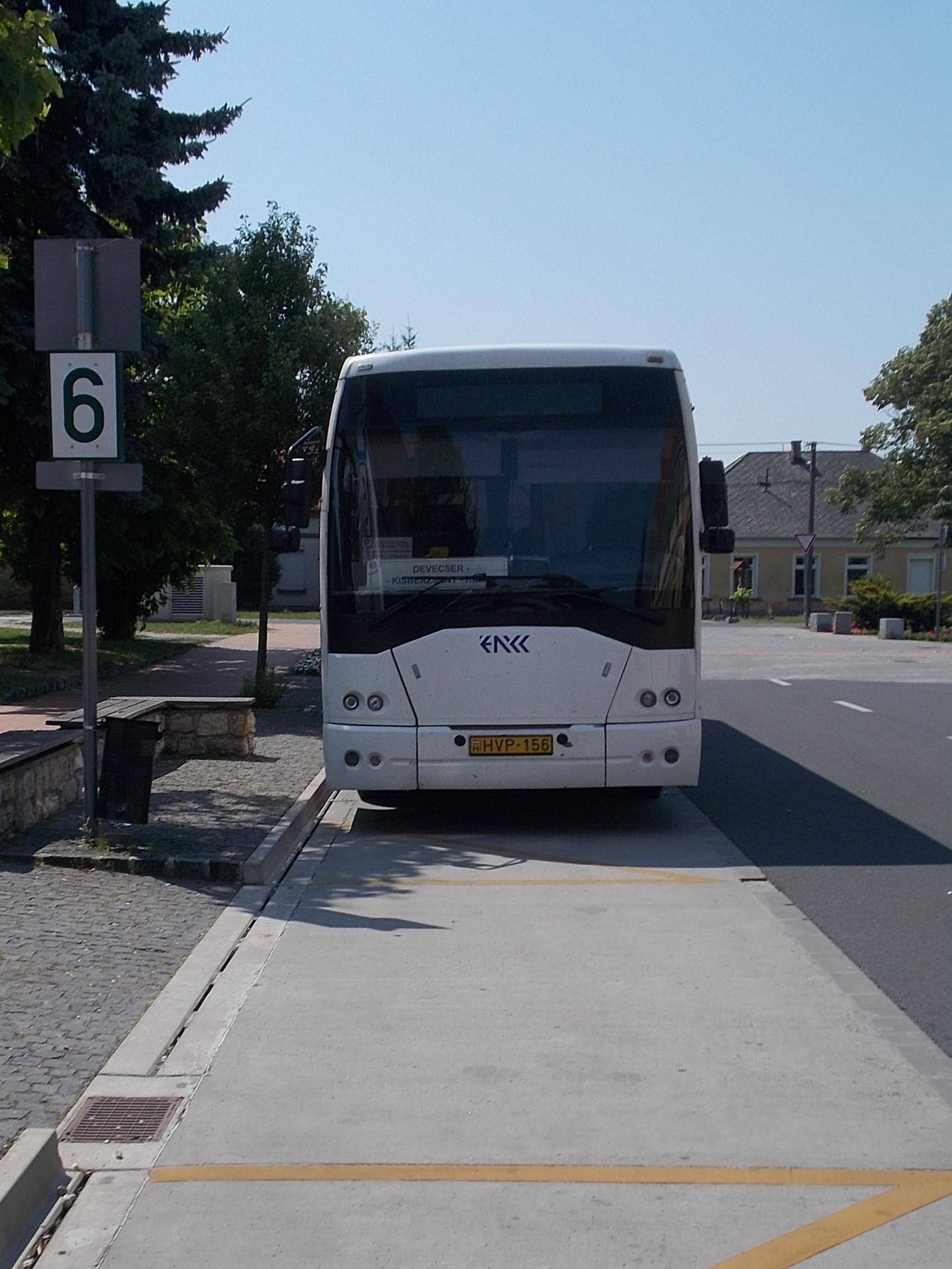
Ikarus E95 (HVP-156)
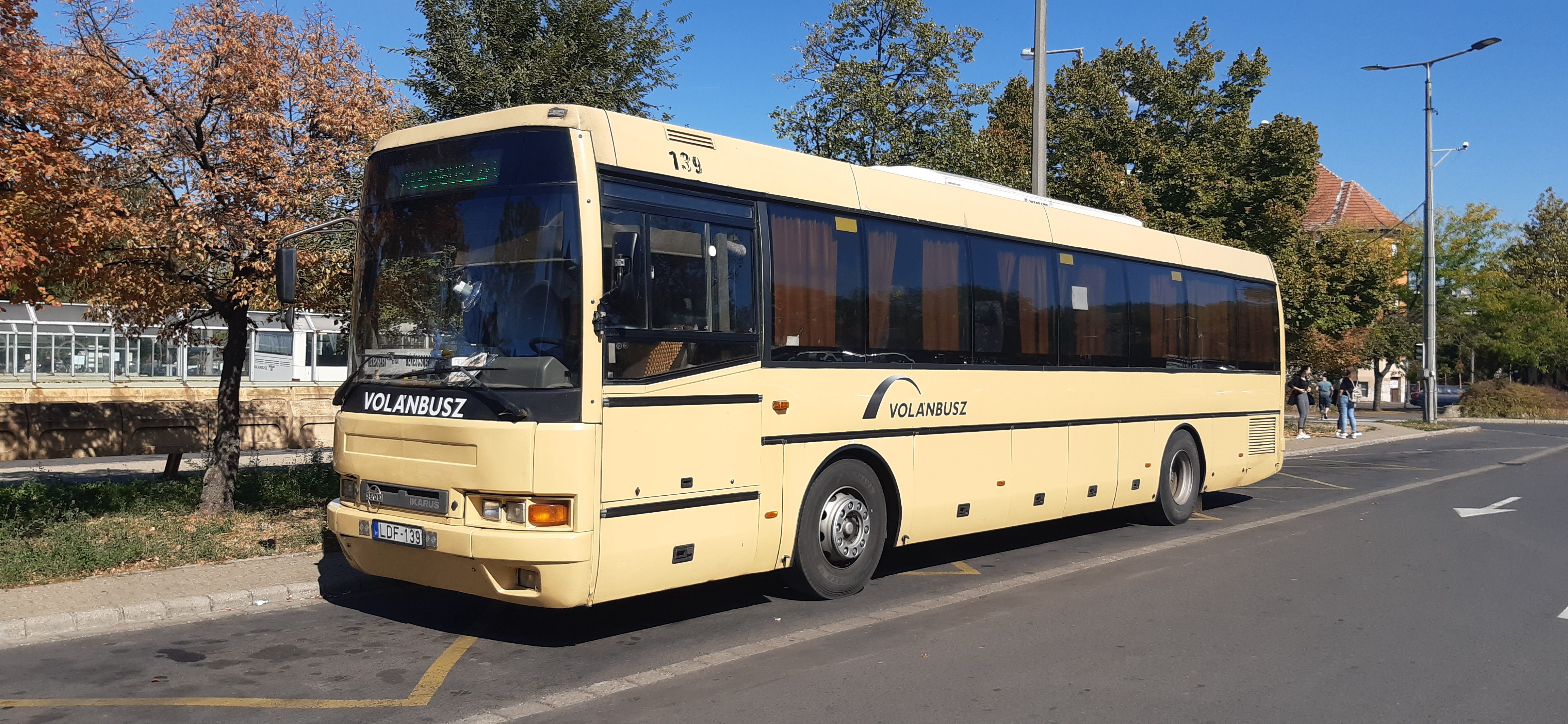
Ikarus E95
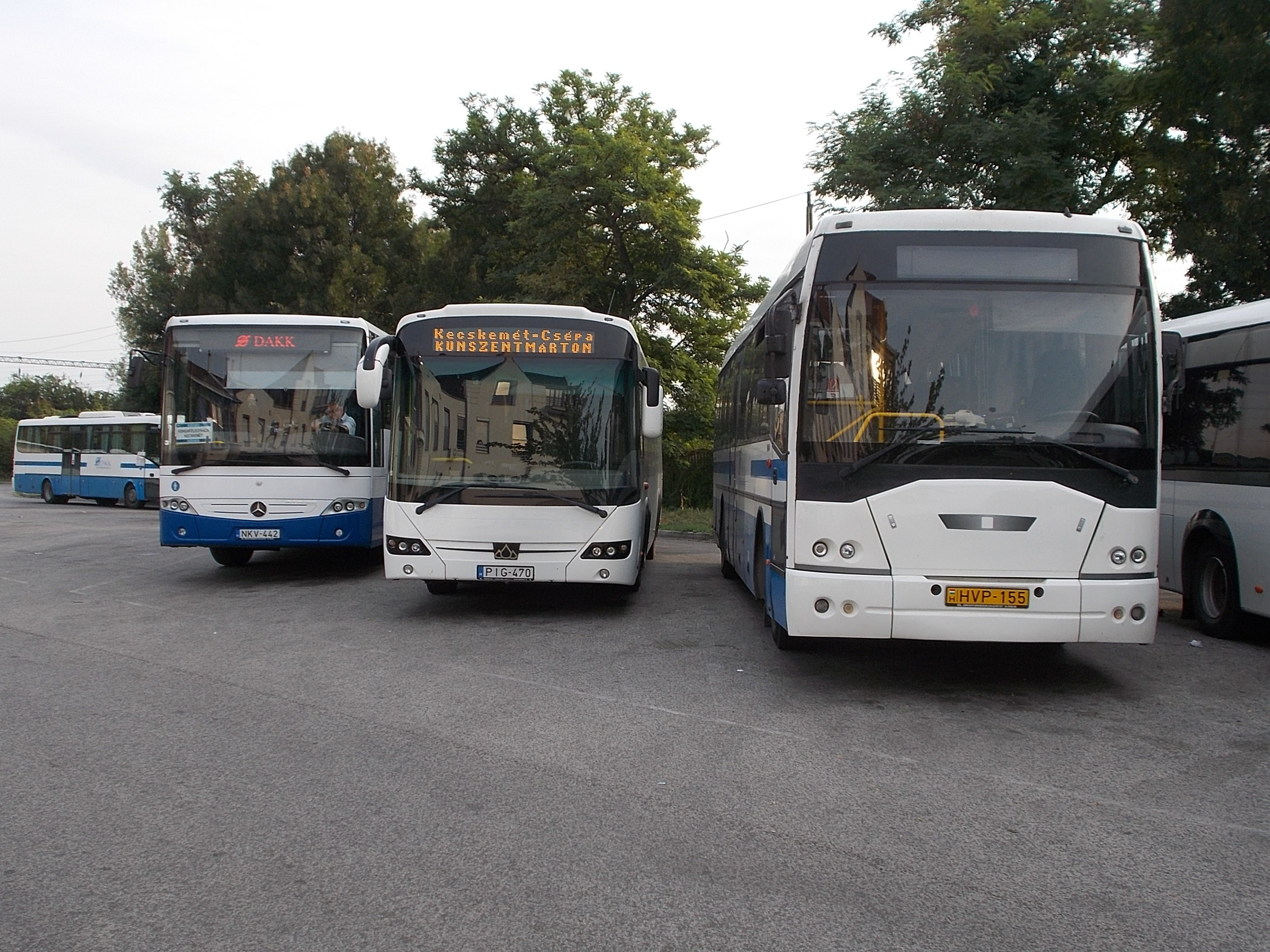
Ikarus E95 в Кечкемете
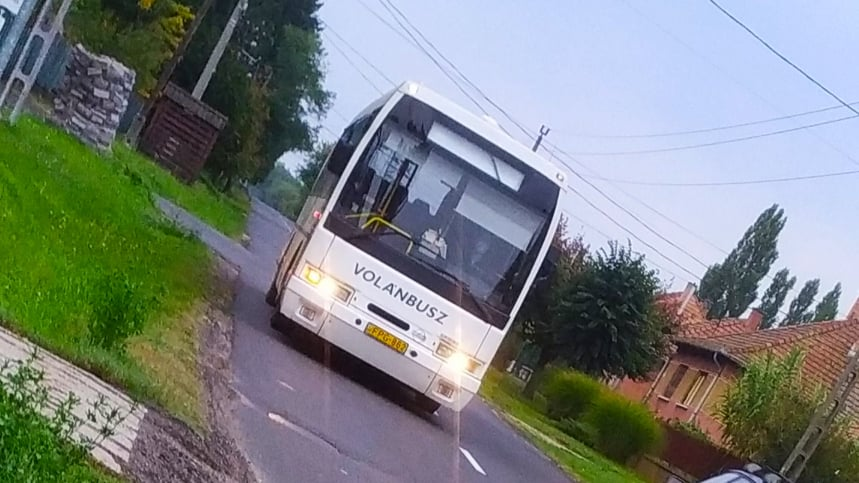
Ikarus E95
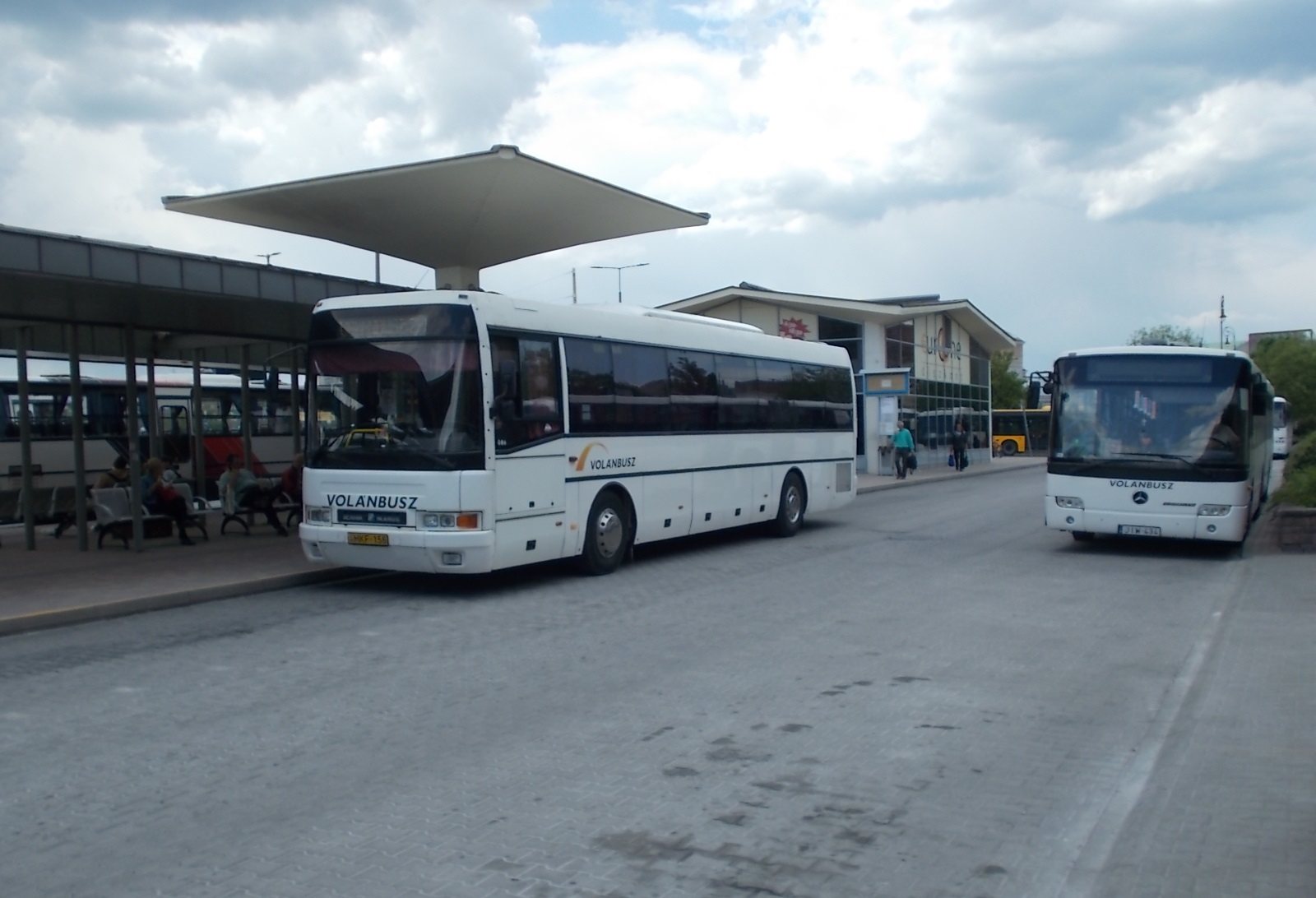
Ikarus E95 (HKF-156)
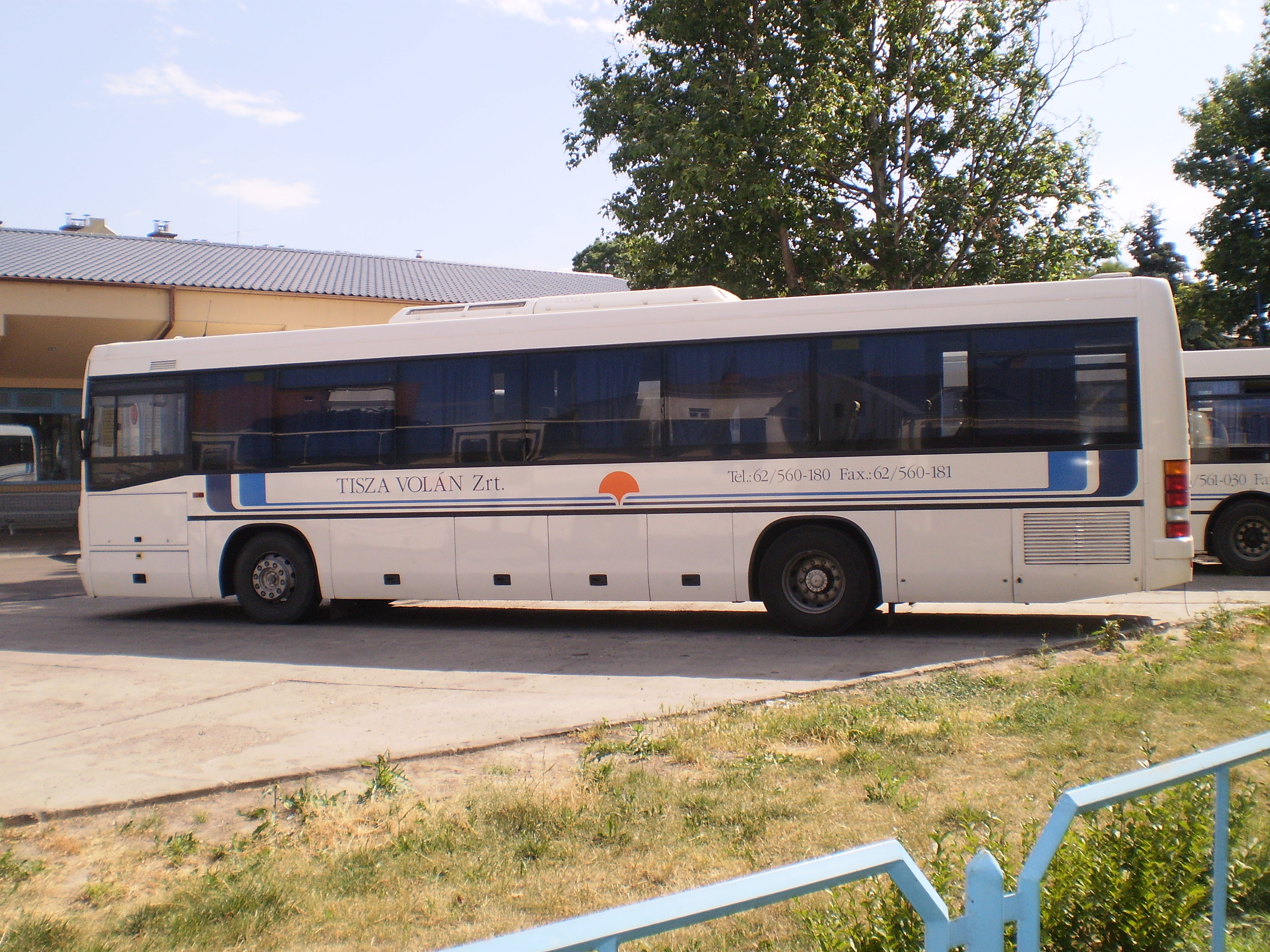
Ikarus E95 (Volán)